# Pervaja Gruppa 1946
L'edizione 1946 della Pervaja Gruppa fu la 9ª del massimo campionato sovietico di calcio; fu vinto dal CDKA Mosca, giunto al suo primo titolo.
Capocannoniere del torneo fu Aleksandr Ponomarëv (Torpedo Mosca), con 18 reti.

## Formula
Fu sostanzialmente confermata la formula adottata nella stagione precedente: i club partecipanti rimasero dodici, con la retrocessa Lokomotiv Mosca sostituita dalla neo promossa Kryl'ja Sovetov Kujbyšev.
Le squadre si incontrarono tra di loro in gare di andata e ritorno, per un totale di 22 giornate: il sistema prevedeva due punti per la vittoria, uno per il pareggio e zero per la sconfitta.
La grossa novità risiedeva nel fatto che non erano previste retrocessioni in seconda divisione al termine della stagione.

## Squadre partecipanti
| Squadra                  | Repubblica     | Città       | Stagione precedente            |
| ------------------------ | -------------- | ----------- | ------------------------------ |
| CDKA Mosca               | RSFS Russa     | Mosca       | 2° in Pervaja Gruppa           |
| Dinamo Kiev              | RSS Ucraina    | Kiev        | 11° in Pervaja Gruppa          |
| Dinamo Leningrado        | RSFS Russa     | Leningrado  | 5° in Pervaja Gruppa           |
| Dinamo Minsk             | RSS Bielorussa | Minsk       | 9° in Pervaja Gruppa           |
| Dinamo Mosca             | RSFS Russa     | Mosca       | Campione sovietico             |
| Dinamo Tbilisi           | RSS Georgiana  | Tbilisi     | 4° in Pervaja Gruppa           |
| Kryl'ja Sovetov Kujbyšev | RSFS Russa     | Kujbyšev    | 1° in Vtoraja Gruppa, promosso |
| Kryl'ja Sovetov Mosca    | RSFS Russa     | Mosca       | 8° in Pervaja Gruppa           |
| Spartak Mosca            | RSFS Russa     | Mosca       | 10° in Pervaja Gruppa          |
| Torpedo Mosca            | RSFS Russa     | Mosca       | 3° in Pervaja Gruppa           |
| Traktor Stalingrado      | RSFS Russa     | Stalingrado | 7° in Pervaja Gruppa           |
| Zenit Leningrado         | RSFS Russa     | Leningrado  | 6° in Pervaja Gruppa           |

## Classifica finale
|                             | Pos. | Squadra                  | Pt | G  | V  | N | P  | GF | GS | DR  |
| --------------------------- | ---- | ------------------------ | -- | -- | -- | - | -- | -- | -- | --- |
| Unione Sovietica (bandiera) | 1.   | CDKA Mosca               | 37 | 22 | 17 | 3 | 2  | 55 | 13 | +42 |
|                             | 2.   | Dinamo Mosca             | 33 | 22 | 16 | 1 | 5  | 68 | 17 | +51 |
|                             | 3.   | Dinamo Tbilisi           | 33 | 22 | 15 | 3 | 4  | 47 | 26 | +21 |
|                             | 4.   | Torpedo Mosca            | 27 | 22 | 11 | 5 | 6  | 44 | 29 | +15 |
|                             | 5.   | Dinamo Leningrado        | 24 | 22 | 10 | 4 | 8  | 37 | 35 | +2  |
|                             | 6.   | Spartak Mosca            | 21 | 22 | 8  | 5 | 6  | 38 | 40 | -2  |
|                             | 7.   | Kryl'ja Sovetov Mosca    | 18 | 22 | 5  | 8 | 9  | 14 | 24 | -10 |
|                             | 8.   | Traktor Stalingrado      | 16 | 22 | 6  | 4 | 12 | 22 | 40 | -18 |
|                             | 9.   | Zenit Leningrado         | 15 | 22 | 5  | 5 | 12 | 22 | 45 | -23 |
|                             | 10.  | Kryl'ja Sovetov Kujbyšev | 14 | 22 | 3  | 8 | 11 | 16 | 52 | -36 |
|                             | 11.  | Dinamo Minsk             | 13 | 22 | 3  | 7 | 12 | 22 | 43 | -21 |
|                             | 12.  | Dinamo Kiev              | 13 | 22 | 4  | 5 | 13 | 18 | 39 | -21 |

### Verdetti
- CDKA Mosca Campione dell'Unione Sovietica 1946.

## Risultati

### Tabellone
|                          | CDK | DMo | DiT | ToM | DiL | SpM | KSM | TrS | ZeL | KSK | DMi | DiK |
| CDKA Mosca               |     | 1-0 | 2-0 | 1-2 | 8-1 | 5-2 | 1-2 | 3-0 | 1-1 | 2-0 | 3-0 | 1-0 |
| Dinamo Mosca             | 0-2 |     | 4-1 | 1-3 | 4-0 | 5-0 | 3-0 | 1-0 | 1-0 | 7-0 | 5-0 | 6-1 |
| Dinamo Tbilisi           | 1-1 | 3-2 |     | 2-0 | 1-0 | 1-0 | 1-0 | 5-1 | 3-1 | 2-0 | 3-1 | 1-0 |
| Torpedo Mosca            | 0-4 | 4-1 | 4-3 |     | 0-1 | 3-1 | 0-2 | 1-2 | 6-1 | 3-0 | 1-1 | 1-0 |
| Dinamo Leningrado        | 1-1 | 0-3 | 2-2 | 1-1 |     | 5-2 | 2-0 | 0-1 | 2-3 | 4-1 | 3-1 | 1-0 |
| Spartak Mosca            | 1-3 | 1-4 | 1-3 | 1-4 | 2-1 |     | 0-0 | 3-1 | 2-0 | 5-0 | 6-0 | 2-2 |
| Kryl'ja Sovetov Mosca    | 0-2 | 0-3 | 1-2 | 0-0 | 3-3 | 0-0 |     | 0-2 | 0-0 | 2-0 | 0-0 | 0-1 |
| Traktor Stalingrado      | 0-1 | 0-4 | 2-4 | 0-3 | 0-1 | 1-3 | 1-1 |     | 2-0 | 2-2 | 2-1 | 2-3 |
| Zenit Leningrado         | 0-3 | 1-1 | 0-3 | 0-0 | 1-3 | 0-3 | 3-0 | 2-0 |     | 0-2 | 0-5 | 3-2 |
| Kryl'ja Sovetov Kujbyšev | 1-4 | 0-8 | 1-0 | 3-2 | 0-4 | 1-1 | 0-0 | 1-1 | 1-2 |     | 1-1 | 1-1 |
| Dinamo Minsk             | 1-3 | 0-2 | 3-3 | 2-4 | 0-2 | 0-0 | 0-1 | 1-1 | 2-1 | 1-1 |     | 2-0 |
| Dinamo Kiev              | 0-3 | 0-3 | 0-3 | 2-2 | 1-0 | 1-2 | 0-2 | 0-1 | 3-3 | 0-0 | 1-0 |     |